# Satyrus schawerdae
Satyrus schawerdae är en fjärilsart som beskrevs av Hans Fruhstorfer 1908. Satyrus schawerdae ingår i släktet Satyrus och familjen praktfjärilar. Inga underarter finns listade.